# 95593 Azusienis
95593 Azusienis este un asteroid din centura principală de asteroizi.

## Descriere
95593 Azusienis este un asteroid din centura principală de asteroizi. A fost descoperit pe 16 martie 2002 la Moletai de Kazimieras Černis și Justas Zdanavičius. Asteroidul prezintă o orbită caracterizată de o semiaxă mare de 3,05 ua, o excentricitate de 0,10 și o înclinație de 16,2° în raport cu ecliptica.